# Ochthebius poweri
Ochthebius poweri é uma espécie de insetos coleópteros polífagos pertencente à família Hydraenidae.
A autoridade científica da espécie é Rye, tendo sido descrita no ano de 1869.
Trata-se de uma espécie presente no território português.